# Dave Hyatt
Dave Hyatt és un desenvolupador de programari dels Estats Units actualment d'Apple Computer (des del 15 de juliol del 2002) on forma part de l'equip responsable del desenvolupament del navegador Safari. Hyatt va treballar en les comunicacions de Netscape des del 1997 fins al 2002 on va contribuir amb els navegadors Mozilla, Camino i Firefox. Hyatt és conegut sobretot per haver cofundat amb Blake Ross el navegador Firefox.